# A Room with a View (1985)
A Room with a View is een Britse film uit 1985 van regisseur James Ivory en producent Ismail Merchant met in de hoofdrollen Helena Bonham Carter en Julian Sands. Het is een verfilming van de gelijknamige roman van E.M. Forster uit 1908.
De film deed het goed in de bioscopen en bracht bijna 21 miljoen dollar op tegen een budget van 3 miljoen dollar. Ook de critici waren lovend, terwijl de film veel prijzen ontving. Er waren Oscars voor het scenario, de kostuums en de art direction, BAFTA's voor Beste Film, Beste Actrice (Maggie Smith), Beste Vrouwelijke Bijrol (Judi Dench), Beste Kostuumontwerp en Beste Productieontwerp. Verder ontving Maggie Smith een Golden Globe voor haar rol.

## Verhaal
Aan het begin van de 20e eeuw bezoeken de jonge Lucy Honeychurch en haar chaperonne en nicht Charlotte Bartlett Italië. Het toerisme staat nog in de kinderschoenen en is voorbehouden aan de rijke midden- en hoge klasse. Engelse meisjes uit de betere kringen bezoeken Italië en Griekenland als onderdeel van hun opvoeding. Florence staat prominent op het programma en Lucy en Charlotte logeren in deze stad in een klein pension.
In het pension verblijven meer Engelsen. Meestal oudere mensen die het Victoriaanse Engeland vertegenwoordigen. Een uitzondering wordt gevormd door de heer Emerson en zijn zoon George, die zichzelf beschouwen als vrijdenkers. Charlotte heeft gelijk een hekel aan het onconventionele tweetal maar Lucy voelt zich tot de mannen aangetrokken, helemaal tot de knappe George. Als Charlotte klaagt dat de kamers van haar en Lucy helemaal geen uitzicht hebben, biedt vader Emerson de kamers van hem en zijn zoon aan. Die kamers hebben wel een uitzicht (a room with a view) en wel op de rivier de Arno. Charlotte weigert eerst hooghartig met het idee dat er kwade bijbedoelingen aan het voorstel zitten, maar laat zich overhalen als blijkt dat de Emersons gewoon aardig zijn. Tijdens een wandeling wordt Lucy plotseling heftig gekust door George. Ze worden echter gestoord door Charlotte die als chaperonne over Lucy waakt. Charlotte stuurt George weg en troost de geschrokken Lucy. Als de laatste echter tot bedaren komt, groeien haar romantische gevoelens voor George.
Terug in Engeland verblijft Lucy weer bij haar moeder en jongere broer. Ze heeft zich inmiddels verloofd met de stijve intellectueel Cecil Vyse. Haar broertje heeft een hekel aan Vyse, die niet wil tennissen, slechts van serieuze klassieke muziek houdt en alleen maar gedichten leest. Hij stelt voor om de nieuwe buren uit te nodigen. Tot grote schrik van Lucy zijn dat de Emersons. Lucy komt tot de conclusie dat ze nog altijd romantische gevoelens voor George koestert. Haar relatie met Vyse komt onder druk te staan en uiteindelijk maakt ze het uit. Maar voordat ze George met haar gevoelens kan confronteren, kondigen de Emersons hun vertrek aan. Ze zijn het zat om te moeten leven tussen al hun behoudende dorpsgenoten. Ook Lucy krijgt nu een hekel aan het kleinburgerlijke dorp waar ze woont en ze maakt plannen om een reis te maken. Uiteindelijk gaat ze naar Florence, maar, heel verrassend, niet alleen maar mét George.

## Rolverdeling
| Acteur               | Personage          |
| -------------------- | ------------------ |
| Maggie Smith         | Charlotte Bartlett |
| Helena Bonham Carter | Lucy Honeychurch   |
| Denholm Elliott      | Mr. Emerson        |
| Julian Sands         | George Emerson     |
| Simon Callow         | Mr. Beebe          |
| Judi Dench           | Eleanor Lavish     |
| Daniel Day-Lewis     | Cecil Vyse         |
| Maria Britneva       | Mrs Vyse           |
| Rosemary Leach       | Mrs Honeychurch    |
| Rupert Graves        | Freddy Honeychurch |

## Achtergrond
De film was de eerste productie van regisseur James Ivory en producent Ismail Merchant, als verfilming van de roman van E.M. Forster. Het begin van een trilogie die ook Maurice (1987) en Howards End (1992) zou omvatten. Merchant Ivory Productions produceert al sinds 1963 films die veelal zijn gebaseerd op Britse literatuur uit het begin van de twintigste eeuw. De meeste films van het duo zijn kostuumdrama's gesitueerd in het Engeland in de tijd tussen 1900-1914. Het scenario werd geschreven door de vaste scenariste van Merchant en Ivory, Ruth Prawer Jhabvala. Het scenario volgt het boek bijna letterlijk, afgezien van het einde, dat bij Forster wat pessimistischer is. In de film zit overigens nog een verwijzing naar Forster. Tijdens een picknick praten Charlotte Bartlett en schrijfster Eleanor Lavish over een verhaal. Het is de plot van de roman Where Angels Fear to Tread van Forster. Deze roman zou in 1991 worden verfilmd door Charles Sturridge met Helena Bonham-Carter en Rupert Graves in de hoofdrol. James Ivory had de roman A Room with a View als onderwerp voor een film gekozen, omdat het hem de gelegenheid gaf in Italië te filmen.

## Acteurs
A Room with a View was het debuut van Helena Bonham Carter. Ze zou in de Forstertrilogie van Merchant Ivory productions in elke film een rol spelen, overigens slechts een cameo in Maurice (1987). Daniel Day-Lewis, die werd gecast voor de rol van Cecil Vyse, stond in 1985 ook aan het begin van zijn filmcarrière. In 1985 was hij te zien in A Room with a View en in My Beautiful Laundrette in twee zeer uiteenlopende rollen, een stijve emotieloze kunstminner en een homoseksuele skinhead. De critici waren erg onder de indruk van zijn vermogen om deze twee heel verschillende personages neer te zetten. Ook de filmcarrière van Julian Sands kreeg een impuls met deze film. Sands was al te zien geweest in Oxford Blues en The Killing Fields, maar A Room with a View lanceerde zijn Hollywoodcarrière.